# Рюриков, Дмитрий Борисович
Дми́трий Бори́сович Рю́риков (род. 4 апреля 1947 или 1947, Москва) — советский и российский дипломат. Чрезвычайный и полномочный посол (1993).

## Биография
Родился 4 февраля 1947 года в Москве. В 1969 году окончил МГИМО и в том же году поступил на службу в МИД СССР, где работал в центральном аппарате, в посольствах СССР в Иране, Афганистане. Специализировался на регионе Среднего Востока.
- С января по август 1991 года — заведующий отделом МИД РСФСР.
- С 28 августа 1991 по 4 апреля 1997 года — помощник по международным вопросам президента Российской Федерации Бориса Ельцина[2][3]. Спустя годы отмечал: «Я не стыжусь совершенно тех лет, которые я проработал там. Я считаю, что мне удалось сделать много полезного»[4].
- В 1997—1999 годах — советник председателя Совета Федерации Федерального собрания Российской Федерации Егора Строева.
- С 29 октября 1999 по 17 июня 2003 года — чрезвычайный и полномочный посол Российской Федерации в Узбекистане[5][6].
- С 1 августа 2003 по 14 сентября 2007 года — чрезвычайный и полномочный посол Российской Федерации в Дании[7][8].
- В 2007—2009 годах — заместитель директора Центра международной торговли.
- С октября 2009 по май 2011 года — ведущий научный сотрудник Института актуальных международных проблем Дипломатической академии МИД РФ. Член Редакционного совета — международный журнал VIGIL.
- С 27 июня 2011 года — директор государственного учреждения города Москвы «Центр гуманитарного и делового сотрудничества с соотечественниками за рубежом — Московский Дом соотечественника».

## Семья
Отец — Борис Сергеевич Рюриков (1909—1969), журналист, главный редактор «Литературной газеты» (1953—1955) и журнала «Иностранная литература» (1963—1969),
Мать — Мария Антоновна Рюрикова (Прокопович) (1912—1993), актриса Московского театра Ленинского комсомола, заслуженная артистка РСФСР.
Брат — Юрий Борисович Рюриков (1929—2009), литературный критик, социолог.
Жена — Наталья Петровна Рюрикова (урожд. Пашкевич, род. 1946), основатель и директор московской художественной галереи «Дом Нащокина», дочь художника Петра Пашкевича.
Дочь — Анастасия (род. 1969), замужем за американским политологом советско-еврейского происхождения, ровесником Рюрикова Дмитрием Саймсом (Симисом).
Сын — Кирилл (род. 1977).

## Награды
- Орден Дружбы народов.
- Медаль «За трудовую доблесть».
- Памятная юбилейная медаль «Манас-1000» (27 октября 1995, Кыргызстан) — за вклад в укрепление дружбы и сотрудничества между народами Кыргызской Республики и Российской Федерации[10].
- Почётная грамота Правительства Российской Федерации (29 января 1997) — за заслуги перед государством в развитии и укреплении международных отношений и многолетний добросовестный труд
- Благодарность Правительства Российской Федерации (15 декабря 2006) — за вклад в подготовку и проведение церемонии переноса из Королевства Дания и захоронения в Петропавловском соборе г. Санкт-Петербурга праха вдовствующей Императрицы Марии Фёдоровны, супруги Императора Александра III[11].

## Дипломатический ранг
- Чрезвычайный и полномочный посол (9 ноября 1993)[12].

## Сочинения
- Времена зверя. Новый мировой порядок. Архитекторы расчеловечивания. — Книжный мир, 2018. — 288 с. ISBN 978-5-604-10710-2